# Gabber
Gabber eller gabba är en typ av hardcore techno. Stilen härrör från Rotterdam i Nederländerna och särpräglas av en hög, snabb och aggressiv rytmik med mycket effekter och långa enformiga melodier. Det är vanligt att ofta blanda gabber med New Beat, Breakbeat & Jungle musik. Takten är ofta i 4/4 och hamnar sällan under 200 slag per minut (BPM). Gabber kallas ibland för "technons hårdrock". Typiska särdrag inom gabbern är en snabb, distorterad bastrumma, som har överdrivits till den grad att den får en ton, samt en så kallad hoover-slinga. Ett annat vanligt förekommande element är samples från filmer, då ofta skräckfilmer eller drogpropaganda. Ytterligare ett karaktäristiskt drag är att "clapsen" eller virveltrumman ligger på alla taktslagen till skillnad från annan "techno" där de vanligen bara ligger på vartannat. Låtarna är relativt simpla, bygger i första hand på bastrumman och har oftast en monoton melodi eller ingen melodi alls utan bara massa effekter såsom acid & scratching. Det finns även Happy Gabber som sägs vara föregångaren till den snabba och glada musiken Happy Hardcore. Happy Gabber särpräglas av hög, snabb och aggressiv rytmik med ofta glada och enformiga melodier.
Genren gabber kom till i slutet av 1980-talet och skapades då huvudsakligen av DJ Rob och Paul Elstak som spelade tung New Beat på Rotterdams olika klubbar, bland annat det kända Parkzicht. Den allra första riktiga gabberlåten är möjligtvis ”Mescalinum Uniteds: We have Arrived” som kom ut 1990. En av de mest karakteristiska komponenterna i hardcore/gabber dök först upp i spåret Anasthasia (1991) från T99. . Hardcore som sedan vidareutvecklades ur acid house, New Beat och EBM spreds som en löpeld över Nederländerna och resten av världen. Den blev mest populär i hemlandet Nederländerna samt Tyskland, USA och Skottland. Gabbern gav också upphov till Happy Hardcore, som dock är en mycket mer lättsam musikstil, oftast med glada melodier.
Storhetstiden för genren var under åren 1994 till 1996. Bland de mer kända artisterna märks 3 Steps Ahead, Buzz Fuzz, The Prophet, Dano Gizmo, DJ Rob, DJ Paul, Rob Gee, Lenny Dee, Omar Santana, Neophyte med flera. 1997 skapades något nytt inom genren som döptes till ”new style” av Dark Raver och DJ Isaac och som är mörkare och tyngre än ”old style” gabber, men begreppet New style (även Nu style) användes parallellt till en ny stil som ofta hade hymn-lika melodislingor, något lägre tempo, inte sällan en taktuppdelning i trioler och slagverket ännu mer fokuserat på taktslagen (till skillnad från äldre gabbermusik som i lågt tempo ofta hade mycket rytmiskt/synkopiskt slagverk mellan taktslagen och i högt tempo ofta synkopiska avbrott i bastrummans grundmönster). Det finns nu idag många andra undergenrer. Förutom new style är även industrial hardcore populärt idag.

## Exempel på subgenrer
- Mainstyle
- Darkcore
- Doomcore
- Speedcore
- Terrorcore
- Breakcore